# Communauté de communes des Rives de l'Ognon
La communauté de communes des Rives de l'Ognon est une ancienne communauté de communes française située dans le département du Doubs et la région Franche-Comté.

## Historique
La communauté de communes a été créée par un arrêté préfectoral du 9 décembre 2002.
Conformément aux prévisions du schéma départemental de coopération intercommunale (SDCI) approuvé par le préfet de Haute-Saône le 23 décembre 2011, les communautés de communes de la Vallée de l'Ognon (Haute-Saône) et des  Rives de l'Ognon (Doubs) ont fusionné le 1er janvier 2014 pour former la communauté de communes du Val marnaysien.

## Composition
Elle regroupait les 13 communes suivantes :
- Burgille
- Chevigney-sur-l'Ognon
- Courchapon
- Émagny
- Franey
- Jallerange
- Lavernay
- Moncley
- Le Moutherot
- Placey
- Recologne
- Ruffey-le-Château
- Sauvagney

## Organisation

### Siège
L'intercommunalité avait son siège à Recologne, 48 grande rue.

### Élus
La communauté était administrée par un conseil communautaire constitué de deux délégués désignés par chaque commune membre.

### Liste des présidents
| Période                                  | Période | Identité          | Étiquette | Qualité                                                                      |
| ---------------------------------------- | ------- | ----------------- | --------- | ---------------------------------------------------------------------------- |
| Les données manquantes sont à compléter. |         |                   |           |                                                                              |
| ?                                        | 2013    | Thierry Decosterd |           | Maire de Burgille (2001 → ). Président de la CC du Val marnaysien ( 2014 → ) |

### Compétences
L'intercommunalité exercçait les compétences qui lui avaient été transférées par les communes membres, dans les conditions fixées par le code général des collectivités territoriales. Il s'agissait de : 
- Collecte des déchets des ménages et déchets assimilés
- Traitement des déchets des ménages et déchets assimilés
- Autres actions environnementales
- Création, aménagement, entretien et gestion de zone d'activités industrielle, commerciale, tertiaire, artisanale ou touristique
- Action de développement économique (Soutien des activités industrielles, commerciales ou de l'emploi, Soutien des activités agricoles et forestières...)
- Construction ou aménagement, entretien, gestion d'équipements ou d'établissements sportifs
- Établissements scolaires
- Activités péri-scolaires
- Activités culturelles ou socioculturelles
- Activités sportives
- Schéma de cohérence territoriale (SCOT)
- Création et réalisation de zone d'aménagement concertée (ZAC)
- Constitution de réserves foncières
- Organisation des transports non urbains
- Tourisme
- Préfiguration et fonctionnement des Pays
- NTIC (Internet, câble...)

### Régime fiscal et budget
La Communauté de communes était un établissement public de coopération intercommunale à fiscalité propre.
Afin d'assurer ses compétences, la communauté de communes percevait une fiscalité additionnelle aux impôts locaux des communes, sans fiscalité professionnelle de zone et sans fiscalité professionnelle sur les éoliennes.
Afin de financer ce service, elle collectait une redevance d'enlèvement des ordures ménagères.